# SN 2007jr
SN 2007jr – supernowa typu Ia odkryta 4 września 2007 roku w galaktyce A022257+0101. W momencie odkrycia miała maksymalną jasność 18,80m.